# Hieracium adenodermum
Hieracium adenodermum es una especie de planta con flor del género Hieracium, de la familia Asteraceae, orden Asterales.

## Distribución
Hieracium adenodermum se distribuye por Suiza.

## Taxonomía
Fue descrita científicamente por Zahn. Fue publicada en W.D.J.Koch, Syn. Deut. Schweiz. Fl., ed. 3: 1862 (1901).